# Oegishjalmr
Der  Œgishjalmr (altnordisch; auch Œgishiálmr, Œgishalmr; isländisch Ægishjálmur) ist ein Gegenstand aus der nordischen Mythologie, der in der Edda Erwähnung findet. Die Bezeichnung setzt sich zusammen aus dem altnordischen Wort œgr (althochdeutsch egis), was so viel wie schrecklich heißt, und hjalmr, dem altnordischen Wort für Helm. Wörtlich übersetzt bedeutet Oegishjálmr (Oegirshelm) also Schreckenshelm.
Bei dem Helm handelt es sich um eine Art Maskerade (Mimikry). Hierdurch wird der Träger befähigt, seine wahre Gestalt zu verschleiern und beispielsweise ein grauenerregendes Äußeres anzunehmen. Daher auch die Bezeichnung als Schreckenshelm.
Umstritten ist, ob das Wort Œgis vom Meeresriesen Ægir (Ägir) ableitbar ist, der einigen Quellen zufolge den Helm ursprünglich besessen und dem Hreidmar zum Geschenk gemacht haben soll.
Als Ægishjálmur ist er auch ein isländisches magisches Zeichen und gehört zu den sogenannten Galdrastafir (isländisch Plural von galdrastafur: „Zauberstäbe“, „Zauberzeichen“).

## Der Œgishjálmr in der Mythologie
Der Œgishjálmr findet innerhalb des mythologischen Schrifttums in den Strophen 16 und 17 sowie in der Prosa nach Strophe 44 der Fáfnismál, in der Prosa nach Strophe 14 der Reginsmál und im Abschnitt „Frá Fáfni, Regin ok Sigurði“ der Skáldskaparmál Erwähnung.
Laut Snorris Skáldskaparmál ist der Helm zunächst im Besitz des Riesen Hreidmar. Dieser wurde von seinem Sohn Fafnir im Streit um das Gold des Andwari erschlagen, wodurch auch der Helm zunächst in den Besitz Fafnirs gelangte. Fafnir macht sich die Fähigkeit des Helms zu Nutze, um als Drachengestalt aufzutreten. Nachdem im weiteren Handlungsverlauf Sigurd den Lindwurm erschlagen hatte, ging der Œgishjálm in dessen Besitz über. Er nutzt ihn unter anderem bei der Brautwerbung des Gunnar um Brynhild.
Mit Hinblick auf die Rolle des Œgishjalmr in der Zauberei wird u. a. auch davon ausgegangen, dass Fafnir keinen wirklichen Helm auf seinem Haupte trug, sondern dass sich das Zeichen des Œgishjalms auf seiner Stirn befand.

## Verwendung des Ægishjálmur als Zauberzeichen

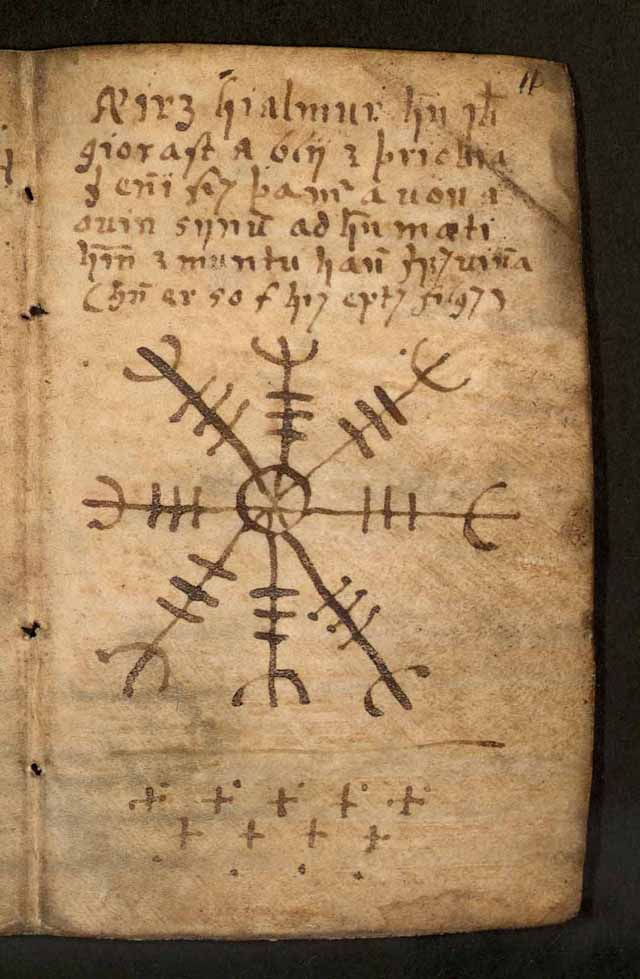
Abbildung des Ægishjálmur-Zeichens im Galdrakver von 1670. – Beschreibung: „Ægishelm. Er soll aus Blei sein und auf die Stirn geprägt werden, wenn ein Mann erwartet, dass ihm sein Feind begegnet. Und du wirst ihn besiegen.“

Als magisches Zeichen, das in der Literatur Ægishjálmur genannt wird, ist der Ægishjálmur erstmals im Galdrakver, einem Grimoire von 1670, abgebildet und beschrieben.

## Der Tarnhelm in Richard Wagners Ring des Nibelungen
Richard Wagner griff das Motiv des Œgishjalmrs aus der germanischen Mythologie zwar auf, anstelle eines Schreckenshelmes verwendet er jedoch einen Tarnhelm, der mehr einem Huliðshjálmi als einem Œgishjalmi entspricht.